# Roman Kienast
Pour les articles homonymes, voir Kienast.
Roman Kienast est un footballeur autrichien né le 29 mars 1984 à Salzbourg. Il évolue au poste d'attaquant.

## Carrière
| Année                     | Club                       | Pays     | Matches | Buts |
| ------------------------- | -------------------------- | -------- | ------- | ---- |
| 2001-2004                 | Rapid Vienne (B)           | Autriche | 13      | 11   |
| 2002-2006                 | Rapid Vienne               | Autriche | 55      | 12   |
| 2004-septembre 2004       | SC Rheindorf Altach (prêt) | Autriche | 6       | 4    |
| avril 2006-janvier 2010   | Ham-Kam                    | Norvège  | 85      | 27   |
| 2008-décembre 2008        | Helsingborgs IF (prêt)     | Suède    | 12      | 3    |
| janvier 2010-janvier 2012 | SK Sturm Graz              | Autriche | 17      | 5    |
| depuis janvier 2012       | Austria Vienne             | Autriche |         |      |

## Sélections
- 11 sélections et 1 but avec l'équipe d'Autriche de football depuis 2007.

## Palmarès
- Championnat d'Autriche : 2013